# Hiroshi Sakagami
Hiroshi Sakagami (坂上 弘, Sakagami Hiroshi, né le 13 février 1936 et mort le 16 août 2021), est un écrivain japonais. En 2009, il est également président de l'association des écrivains japonais et directeur des éditions de l'université Keiō.

## Biographie

### Jeunesse
Sakagami naît à Tokyo. Après avoir déménagé plusieurs fois durant ses années de scolarité (Akasaka, Kumamoto, Kagoshima), il entre à l'université Keiō où il étudie la logique formelle. En 1960, il prend un emploi chez Riken Optical Industry (à présent Ricoh), poste qu'il quitte en 1995 pour devenir conseiller des presses de l'université Keiō.

### Carrière
Le premier roman de Sakagami, publié à l'âge de 19 ans, est nommé pour le prix Akutagawa en 1955. Ses romans ultérieurs mettent souvent l'accent sur les groupes sociaux entraînés par de fortes idéologies, dont Asa no mura (« Village au matin », 1966) qui décrit l'effondrement d'une communauté fondée sur une théorie de l'élevage de poulets en tant qu'organisation idéale de la société, Keita no sentaku (« La décision de Keita », 1998) dans lequel le protagoniste rejoint une secte religieuse dans les montagnes, et Nemuran ka na (« Devrais-je dormir? », 2004) qui décrit comment une génération consacrée à la philosophie zen se développe en entrepreneurs du miracle économique japonais d'après-guerre.

### Prix
Sakagami a été couronné d'un certain nombre de prix pour ses écrits, dont le prix Yomiuri en 1991 pour Yasashii teihakuchi, le prix Noma en 1992 pour Denen fukei, le prix Chūōkōron Shinjin pour Aru aki no dekigoto (« Un incident en automne »), le prix des nouveaux auteurs de ministère de la culture et le prix Kawabata en 1997. En 2008, il est élu membre de l'Académie japonaise des arts.

## Sources
- 10th International Literature Festival, Berlin: Biography